# 董郁玉
董郁玉（1962年4月—）是一名中国记者，曾任光明日报评论部副主任。 2022年，他被中国当局拘留，并于2023年被以间谍罪起诉。2024年被判刑7年。

## 早年生活和教育
董郁玉生于抚顺，1987年毕业于北京大学法律系並獲得碩士學位。

## 职业和寫作
董郁玉从北京大学法学院毕业后，开始在光明日报社工作。1989年，他參與了天安门广场抗议活动，一度被劳改一年，之后又回到报社工作，并他因撰写有关腐败官员、贫困学生贷款等主题的报道而获得多项新闻奖。与该报的大多数员工不同的是，董郁玉始終沒有加入中國共產黨。
1998年，為了反對《中國可以說不》一書引發的民族主義浪潮，他和施濱海合編了《政治中國：面向新體制選擇的時代》一書。這是1989年之後為數不多的提倡政治改革的書，其中多篇文章呼籲憲政、民主、法治和人權。該書出版後，第一版三萬冊很快售罄，但官方很快將其封殺，禁止再版。
2006年，他獲得尼曼奖学金，並憑藉獎學金在哈佛大学进修一年。2010年，他成為日本慶應義塾大學的访问学者，2014年担任北海道大學的客座教授。
2012年，董郁玉在给《炎黄春秋》撰写的文章《共和为何成为历史大势》中，表示中国需要建立宪政。他還与人合编了一本倡导中国法治的书籍。他支持司法獨立，又批评中國共产党淡化毛澤東和中共在文化大革命中所起的作用，只把責任推到幾個壞人身上。他在《紐約時報》上撰文，表示政府过度关注经济增长，忽视了污染和其他问题。2018年，他以笔名写了一篇批评江西地方官员為推广火葬而销毁棺材的文章。
此外董郁玉為了寫作需要，经常与外國驻华使馆外交官和记者进行面对面交流。一群外国学者、记者和外交官試圖通過董郁玉及其作品了解中国的政治和社会环境。2017年，光明日报的党政干部将董郁玉的一些作品贴上了反社会主义的标签。

## 逮捕和判刑
2022年2月，董郁玉在北京新侨诺富特饭店与一名日本外交官共进午餐时被中国当局拘留 ，并于2023年3月被以间谍罪名起诉 。當局指董郁玉會見的外交官是日本驻華大使馆的特工，这名外交官在中国从事了与其身份不符的活动，而且當局又指董郁玉曾與日本前驻华大使垂秀夫以及日本驻上海总领事冈田胜接觸。不過中國方面沒有給出證據證明被指控的外交官從事与其身份不符的活动，日本外相岩屋毅也表示这名日本外交官的外交活动是合法的。
2024年11月29日，北京市第二中级人民法院以董郁玉犯有间谍罪为由判处其七年有期徒刑。